# Белое братство
Великое белое братство ЮСМАЛОС (более известное как Белое братство) — новое религиозное движение эсхатологического направления, деструктивная тоталитарная секта.
Основано в 1990—1991 годах в Киеве кандидатом технических наук Юрием Кривоноговым и Мариной Цвигун. Лидер организации — Ю. А. Кривоногов, принял ритуальное имя «Юоанн Свами (Иоанн Святой, то есть Креститель)»,  М. В. Цвигун — ритуальное имя «Мария Дэви Христос», объявив себя одновременно живым воплощением Христа, его же матерью Девой Марией и его же невестой.
19 июля 2013 года решением Егорьевского суда Московской области литература «Белого братства» признана экстремистской и подлежит включению в Федеральный список экстремистских материалов. На основании экспертизы, проведенной Российским институтом культурологии, суд установил, что в литературе «Белого братства» «содержатся высказывания, призывающие к пропаганде исключительности, превосходства либо неполноценности человека по признакам религиозной принадлежности, нарушению прав, свобод и законных интересов человека и гражданина в зависимости от его религиозной принадлежности, возбуждению религиозной розни».

## История

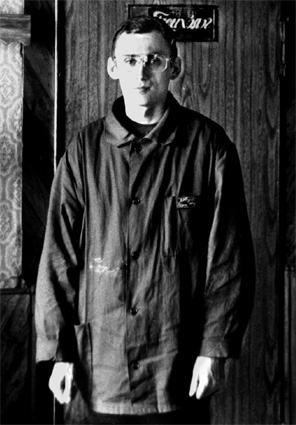
Заключённый Иоанн-Петр ІІ (В.Ковальчук), один из лидеров Великого белого братства в исправительной колонии № 19 в Луганской области

В 1990 году уроженка Донецка Марина Мамонова (Цвигун) и Юрий Кривоногов, руководитель «Центра Души „Атма“», провозглашают Марину «божеством» («Матерью Мира», «Мессией Эпохи Водолея», «живым богом», «новым воплощением Христа» и так далее). Мамонова также заявляла, что видела Бога и ей поручена особая миссия.
Название организации «Белое братство» заимствовано из учения E.П. Блаватской и является распространенным в новых религиозных движениях, самоназвание ЮСМАЛОС представляет аббревиатуру: Ю — Юпитер, С — Сатурн, МА — Марс, Л — луна, О — Орион и С — Сириус. Однако есть и другие обозначения.
Юсмалиане начинают проповедовать о явлении на Землю «Матери Мира» Цвигун и скором Страшном суде, датой которого, по настоянию Юрия Кривоногова, было объявлено 24 ноября 1993 года
7 марта 1991 года — в Зализничном (Железнодорожном) районе Киева была зарегистрирована религиозная община «Великое белое братство ЮСМАЛОС».
«Белое братство» увеличивает своё влияние. Создаются общины в Белоруссии, России и Казахстане и других странах бывшего СССР.
В конце 1991 года с резкой критикой «Великого белого братства ЮСМАЛОС» выступает Украинская православная церковь Киевского патриархата. Мария Дэви Христос предаётся анафеме, её объявляют самозванкой.
1 апреля 1992 года против руководителей «Великого белого братства ЮСМАЛОС» были возбуждены уголовные дела по статьям УК Украины — 199 (Самовольное занятие земельного участка и самовольное строительство) и 143 (мошенничество), однако вскоре дело по этим статьям было прекращено и заново возбуждено по новым статьям.
10 ноября 1993, в последний день объявленной «Великим белым братством ЮСМАЛОС» декады покаяния, М. Цвигун и несколько десятков членов Белого братства попытались захватить Софийский собор в Киеве, провести там двухнедельный молебен и массовое самосожжение. Попытка захвата была пресечена сотрудниками милиции, Цвигун и Кривоногов были задержаны.
В 1996 году Цвигун была осуждена на 4 года колонии общего режима, формальный глава секты Иоанн-Пётр Второй — на 5 лет, Кривоногов (носивший в Великом белом братстве ЮСМАЛОС духовное имя «Юоанн Свами») — на 6 лет.
Ещё во время следствия, 15 мая 1994 года Цвигун лишила Юрия Кривоногова духовного сана, объявив его предателем, который выполнял свою тёмную роль рядом с ней, подобно той, которую сыграл Иуда, предавший Иисуса Христа. Сам Кривоногов после освобождения в 2000 году публично признал ошибочность своих «пророчеств» и заявил, что больше не верит в Цвигун, как в «Матерь Мира» и «Марию Деви Христос».
13 августа 1997 года Цвигун выходит на свободу. Она восстанавливает «Великое белое братство ЮСМАЛОС».
С 1998 по 2001 год предпринимались попытки официально зарегистрировать религиозную организацию «Великого белого братства ЮСМАЛОС» на Украине, но Комитет по делам религии отказал.
С 2006 года переносит центр своей деятельности в Москву. Сменила имя и фамилию на «Виктория Преображенская». Под этим именем основала многоуровневое «Космическое полиискусство третьего тысячелетия», (объединяющее духовную живопись, графику, поэзию, музыку, танец), создала «Театр мистерий Виктории Преображенской» и «Творческую мастерскую Виктории Преображенской», проводит выставки своих картин, пишет стихи и музыку, издаёт поэтические и литературные сборники, записывает музыкальные альбомы.
В мае 2013 года появились сведения, что Цвигун восстановила Белое братство и начала вербовать новых членов. По состоянию на февраль 2020 года на YouTube началось распространение проповедей «Белого братства».

## Доктрина
Учение Цвигун утверждает что «Бог есть Мать». В отличие от авраамических (патриархальных) религий, последователи Цвигун верят, что мироздание создано Великой праматерью — Софией Премудростью Божьей. Учение Цвигун представляет собой смесь различных религиозных представлений христианства, иудаизма, индуизма (кришнаизм), буддизма, учения Н. К. и Е. И. Рерихов («Живая этика»), учения «Нью эйдж».
Различаются и представления о сути «учения» Цвигун.
Критики братства утверждают, что суть «учения» — поклонение т. н. «живой богине» — Марине Цвигун (Марии Деви Христос), ныне (по паспорту) — Виктории Преображенской, а тем, кто не принимает этого культа, его последователи обещают муки ада.
Сами последователи Цвигун утверждают, что суть учения — это подготовка сознания человечества к грядущему преображению планеты Земля, а страдания за грехи человек получает за совершаемые поступки, которые нарушают «заповеди Матери Мира» и несут зло, ненависть и разрушение.

### Эсхатология
- В Последние Дни мирская власть Антибога укрепится и в мир придёт Сатана, называемый апостолами Белого братства Антихристом. Он будет выдавать свой приход за Второе Пришествие Иисуса Христа, и весьма вероятно, что назовётся именем Эммануил.
- Согласно учению Цвигун в Последние Дни произойдёт разделение людей на тех, которые поклонятся Зверю-Антихристу и примут «начертание зверя», которое будет им имплантировано посредством чипирования и тех, кто откажется от метки зверя 666. Те, кто примут метку зверя, будут подключены к мировой системе «Зверь» и через спутниковую сеть будет производиться управление их сознанием (Откровение 13:16-18). Те, кто откажется, получат защиту Матери мира Марии ДЭВИ Христос и в момент Преображения планеты Земля войдут в Новую Землю, где более не будет страданий, болезней, насилия, и зла. Поклонившиеся Антихристу будут низвергнуты со своим хозяином в нижние слои Ада.
- Прообразом и смыслом этой метки являются паспорта, ИНН, страховые свидетельства, медицинские карточки, кредитные карты, которые со временем превратятся в единый идентификационный код, который будет храниться на крошечной электронной микросхеме, имплантированной под кожу. Методы вживления «метки зверя 666»: услуги по чипированию, вакцинации, электронной паспортизации и т. п. Без него ничего нельзя будет ни купить, ни продать. Прообраз грядущего перед Преображением планеты мира Сатаны — компьютеризированная Япония[6].
- Земля преобразится, претерпя стихийные бедствия и экологические катастрофы.
- В «новую преображённую Землю» войдут лишь принявшие Цвигун в качестве «Великой матери Мира». Они увидят преображённую Землю, называемую Богемой, и составят шестую расу её обитателей. Постепенно на новой Земле будут воплощаться души тех, кто пройдёт очищение на адских планетах.
- Тогда-то и наступит Золотой Век Эпохи Водолея, который Цвигун именует Царством Божиим на Земле[27].

## Последователи
Контингент последователей секты включает в основном 20-летних юношей и девушек с гуманитарным складом ума.
«Белое братство» является крайне опасной для психического здоровья последователей организацией. Те, кто покидают её, вынуждены потратить около двух лет, чтобы избавиться от психологического воздействия.
В конце мая 2017 года на YouTube Михаил Кольчак, также известный как харьковский волшебник, объявил себя царем мира, и последователем Марии Цвигун, и принялся вербовать новых участников нового «великого белого братства света»

### Ритуальные самоубийства и убийства адептов
Осенью 1993 года в Киеве была совершена попытка массового самоубийства «белых братьев». Милиция пресекла самоубийства и задержала 666 человек, потому что это якобы число дьявола, и по некоторым сведениям Марина Цвигун хотела, чтобы именно столько «белых братьев» покончили с собой, чтобы «уничтожить» дьявола. Через год, в 1994 году в Одессе 26-летний член «белых братьев» убил старушку-соседку под предлогом того, что в неё, якобы, вселился дьявол. После задержания выяснилось, что были запланированы ещё два убийства.

### Научная
на русском языке
- Ахметова М. В. Утопия преображённого мира в современных эсхатологических представлениях (Белое братство, Богородичный центр, Церковь последнего завета, православные монархисты) // Сны Богородицы. Исследования по антропологии религии / Под ред. Ж. В. Кормина, А. А. Панченко, С. А. Штыркова. — СПб.: Изд-во Европ. ун-та в С.-Петербурге, 2006. — С. 203—213. — 304 с. — (Studia Etnologica). — ISBN 5-94380-047-6.
- Балагушкин Е. Г. Глава IV. Великое белое братство — ЮСМАЛОС // Нетрадиционные религии современной России: морфологический анализ. — М.: Институт философии РАН, 1999. — Т. I. — 244 с. — ISBN 5-201-02012-7. Копия 1, Копия 2
- Беляев Г. Ю. Неформалы — они тоже воспитатели // Проблемы современного образования. — 2011. — № 4.
- Беспаленко П. Н., Римский В. П. Политико-идеологические и социокультурные основания типологии нетрадиционных религий // Известия Тульского государственного университета. Гуманитарные науки. — Тула: Тульский государственный университет, 2009. — № 1. — С. 3—13.
- Бриц Г. «Белое братство» // Религиозные течения и секты: справочник / Под ред. Ю. Дремлюга. — СПб.: Militia Dei, 2008. Архивировано 8 мая 2013 года.
- Григорьева Л. И. Нетрадиционные религии в современной России: Социальная природа и тенденции эволюции / автореферат дис. … кандидата философских наук : 09.00.06; 09.00.11. — М.: Рос. акад. гос. службы при Президенте Рос. Фед., 1994. — 21 с. (недоступная ссылка)
- Григорьева Л. И. (под псевдонимом  Никитин И. П.). Белое братство — ЮСМАЛОС // Этнографическое обозрение. — 1995. — № 2. — С. 128—140. Архивировано из оригинала 29 марта 2013 года.
- Григорьева Л. И. Белое братство ЮСМАЛОС // Религии народов современной России: Словарь / Ред-кол.: Мчедлов М. П. (отв. ред.), Аверьянов Ю. И., Басилов В. Н. и др. — 2-е изд., испр. и доп. — М.: Республика, 2002. — С. 41—43. — 624 с. — ISBN 5-250-01818-1.
- Глава 18 «Белое братство» // Дворкин А. Л. «Сектоведение. Тоталитарные секты. Опыт систематического исследования». — 3-е изд., перераб. и доп. — Н. Новгород, 2006. — С. 633—643. — 813 с. — 6000 экз. — ISBN 5-88213-050-6.
- Дворкин А. Л. «Белое братство» // Православная энциклопедия. — М., 2002. — Т. IV : Афанасий — Бессмертие. — С. 540—542. — 39 000 экз. — ISBN 5-89572-009-9.
- Лункин Р. Н. Белое братство: от конца света к семейному счастью // Русское ревью. — Кестонский институт, 2008. — № 27. — С. 9. Архивировано 9 ноября 2013 года. (также опубликовано в журнале Религия и право. — 2008. — № 3. — С. 24-29)
- Фаликов Б. З. Белое братство // Фаликов Б. З. Культы и культура: От Елены Блаватской до Рона Хаббарда. — М.: РГГУ, 2007. — С. 228—242. — 265 с.
- Глава 11. Новые религиозные движения «Белое братство» Архивная копия от 8 декабря 2015 на Wayback Machine // Чайковский А. Е., Капочкина Н. А., Кудрявцев М. С. История религий. Учебное пособие. — Н. Новгород: НГТУ, 2001. Архивировано 8 декабря 2015 года.
- Балукова Н.А., Веснина Л.Е. Коммуникативные стратегии и тактики в текстах религиозной организации «Великое белое братство „ЮСМАЛОС“» // Политическая лингвистика. — 2013. — № 3(45). — С. 199—208.

на других языках
- Абизова Л. В., Полуденко С. В. Тема 16. Сучасні нетрадиційні релігії. // Релігієзнавство: Навчальний посібник / За ред. Мозгового Л. І., Бучми О. В.. — 2-ге вид.. — Киев: Центр учбової літератури, 2008. — С. 236—253. — 264 с. — ISBN 978-966-364-955-9. Архивировано 2 апреля 2013 года.
- Филипович Л. О.[укр.]. Велике Біле Братство (ВББ) // Історія релігії в Україні: Навчальний посібник / Отв. ред.: A. M. Колодний, П. Л. Яроцький. — Киев: Т-во "Знання", КОО, 1999. — С. 642—643. — 735 с. — (Вища освіта XXI століття). — ISBN 966-7293-71-8.

### Прочая литература
- «Белое братство» // Новые религиозные организации России деструктивного и оккультного характера / Авт.-сост. И. Куликов. — 2-е изд. — Белгород: Миссионерский отдел РПЦ, 1997. — 459 с.
- Липский С. Мессия с супругом будут ожидать судного дня в КПЗ // Газета "Коммерсантъ". — 12.11.1993. — № 218 (441).(копия. Дата обращения: 16 января 2012. Архивировано 4 марта 2016 года.)
- Ходорыч А., Конашенок Н., Студнев М. Товарищества на вере // Коммерсантъ-Деньги. — 31.10.2001. — № 43 (347). — С. 30. Архивировано 7 декабря 2014 года.